# Semiothisa arenosa
Semiothisa arenosa är en fjärilsart som beskrevs av Butler 1875. Semiothisa arenosa ingår i släktet Semiothisa och familjen mätare. Inga underarter finns listade i Catalogue of Life.